# Gerard Croiset
Gerard Croiset, all'anagrafe Gerard Boekbinder (Laren, 10 marzo 1909 – Utrecht, 20 luglio 1980) è stato un sensitivo e paragnosta olandese.

## Biografia
Nato a Laren in una famiglia di ebrei olandesi, dopo la seconda guerra mondiale Gerard Croiset iniziò ad essere consultato dalle autorità di polizia per casi riguardanti persone scomparse o omicidi nella natia Olanda. 
Fu invitato in Australia per indagare sulla misteriosa scomparsa di tre bambini piccoli a Glenelg Beach (Adelaide, Australia meridionale) il 26 gennaio 1966. Il suo arrivo in Australia nel novembre 1966 attirò un'enorme quantità di attenzione da parte dei media, ma Croiset non riuscì a trovare alcuna traccia dei bambini scomparsi. 
Nel gennaio 1970, Croiset partecipò alle indagini sul rapimento di Muriel McKay, la moglie del vicepresidente del magnate dell'editoria Alick McKay.
Nel 1972 fu convocato, assieme al figlio anch'egli chiaroveggente, dal governo dell'Uruguay per partecipare alle ricerche della squadra universitaria di rugby "Old Christians", scomparsa a seguito del Disastro aereo delle Ande. Le sue indagini portarono a qualche elemento utile più che altro a tener vive le speranze di parenti e amici, piuttosto che a localizzare esattamente il relitto dell'aereo fra le montagne. Alcune informazioni da lui fornite erano veritiere, ovvero che il relitto si trovasse nelle vicinanze di un villaggio di case bianche in stile messicano, e di un cartello stradale con la scritta "pericolo" (entrambi successivamente individuati nel villaggio disabitato di Mina de Azufre Sominar a circa 30 chilimetri di distanza dal luogo del disastro), che l'aereo "giaceva a terra come un verme e con il muso schiacciato" e che nella fusoliera si percepivano "esseri umani vivi e attivi".
Nel 1978 venne in Italia per indagare sul rapimento del primo ministro Aldo Moro e, nello stesso anno, fu invitato dal capo della polizia del Devon e della Cornovaglia a collaborare alle indagini sulla scomparsa di Genette Tate, ma non fornì informazioni utili.

## Nella cultura di massa
Croiset fu il personaggio principale della miniserie televisiva ESP, diretta da Daniele D'Anza, in cui il sensitivo venne interpretato da Paolo Stoppa.